# Yaguarasaurus columbianus
Lo yaguarasauro (Yaguarasaurus columbianus) è un rettile acquatico estinto, appartenente ai mosasauri. Visse nel Cretaceo superiore (Turoniano, circa 95 milioni di anni fa) e i suoi resti fossili, ritrovati in Colombia, rappresentano il mosasauro più completo rinvenuto in Sudamerica.

## Descrizione
Questo rettile è conosciuto per uno scheletro parziale, comprendente un cranio articolato, alcune vertebre e costole sparse. L'esemplare completo doveva raggiungere i 5 metri di lunghezza. Il cranio, lungo 47 centimetri, possedeva una forma affusolata ed era dotato di denti aguzzi e leggermente ricurvi. Come tutti i mosasauri, Yaguarasaurus doveva possedere un corpo snello e quattro arti simili a pinne. 

## Classificazione
Yaguarasaurus è stato descritto per la prima volta nel 1994 da María Páramo, direttore del Museo de Geología José Royo y Gómez of Ingeominas a Bogotà, I fossili provengono dalla formazione Villeta nei pressi di Yaguará, nella zona chiamata Cueva Rica (Huila) in Colombia. Questo animale è stato considerato un rappresentante primitivo dei mosasauri, un gruppo di lucertole marine tipiche del Cretaceo superiore e diffuse in tutti i continenti. Resti di mosasauri sudamericani, in ogni caso, sono rari e fino ad allora erano noti solo fossili isolati (Price, 1957, Pierce and Welles, 1959 ; Bonaparte, 1978; Ameghino, 1918). Yaguarasaurus è il primo mosasauro sudamericano ben noto. 
Secondo alcuni studi (Polcyn e Bell, 2005) Yaguarasaurus sarebbe strettamente imparentato con Russellosaurus e Tethysaurus, altri due mosasauri primitivi che potrebbero aver costituito un clade (Russellosaurina) basale rispetto alle due sottofamiglie Tylosaurinae e Plioplatecarpinae, comprendenti mosasauri più specializzati.

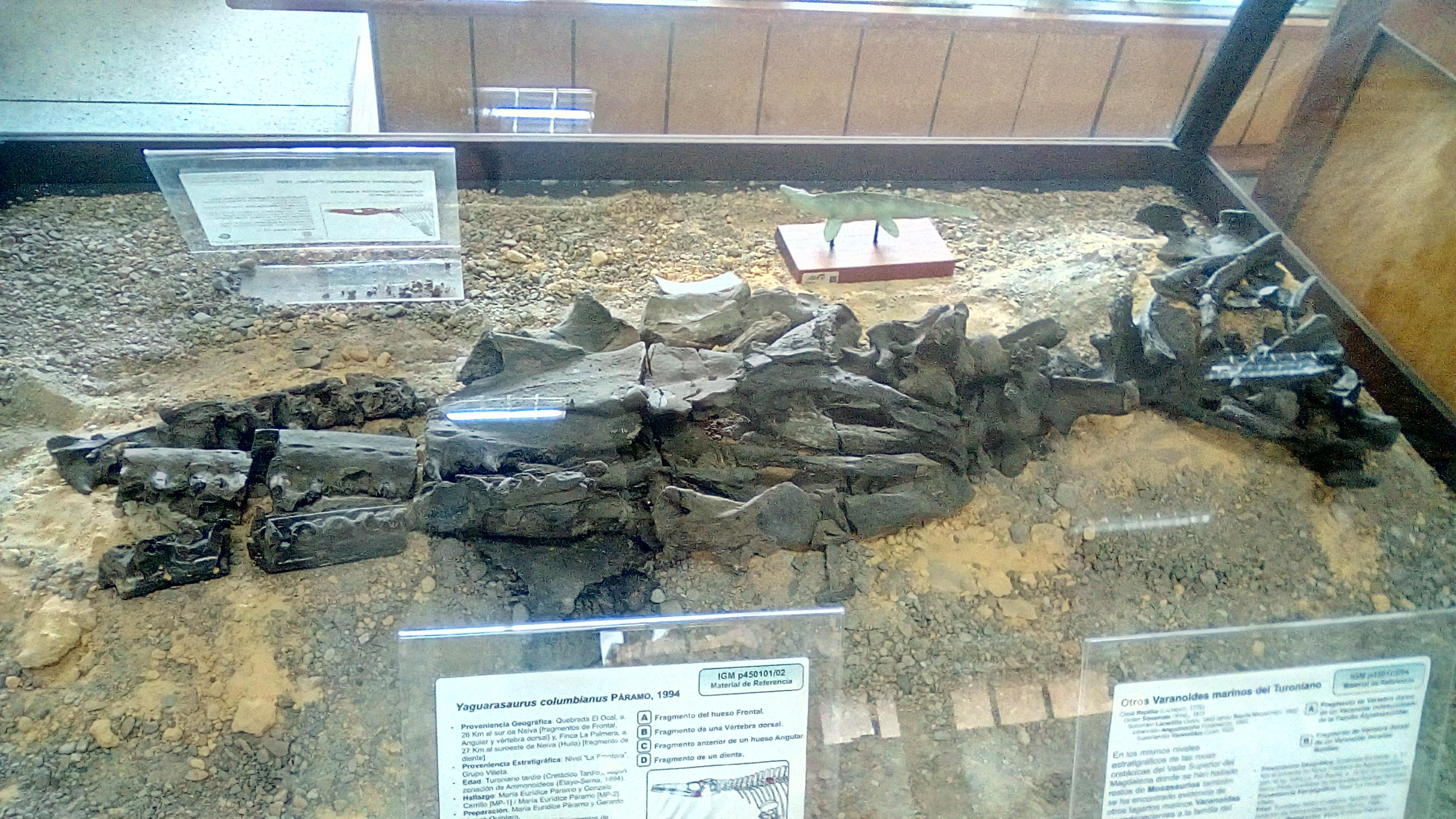
Cranio di Yaguarasaurus columbianus

Analisi filogenetiche effettuate successivamente (Palci et al., 2013) indicano che Yaguarasaurus, insieme con Russellosaurus e l'italiano Romeosaurus, sarebbe il rappresentante di una sottofamiglia di mosasauri primitivi nota come Yaguarasaurinae, affine agli altrettanto primitivi Tethysaurinae (Tethysaurus e Pannoniasaurus).